# Eriococcus rhodomyrti
Eriococcus rhodomyrti är en insektsart som beskrevs av Green 1922. Eriococcus rhodomyrti ingår i släktet Eriococcus och familjen filtsköldlöss. Inga underarter finns listade i Catalogue of Life.